# Cena administracyjna
Cena administracyjna (administrowana) – cena ustalana w sposób bezpośredni lub pośredni przez odpowiedni urząd regulujący, producentów lub pośrednie ogniwa sprzedaży, a nie przez siły popytu i podaży. Mechanizmy konkurencyjne nie odgrywają żadnej roli przy jej wyznaczaniu przez dany podmiot.
W przypadku bezpośredniego ustalania ceny administracyjnej na wyrobie umieszczana jest uprzednio ustalona, konkretna cena; w przypadku regulowania pośredniego istnieją dwa rodzaje cen: cena minimalna oraz cena maksymalna.
Podmiotem ustalającym cenę administracyjną może być monopolista (najczęściej państwo) lub uczestnicy oligopolu.
Ceny administracyjne należą do czynników, które mogą wywołać inflację. Mogą być również kojarzone z okresem socjalizmu i centralnym planowaniem ze względu na odgórny charakter zapadania.